# Monroe (New York)
Pour les articles homonymes, voir Monroe.
Ne doit pas être confondu avec Monroe (village, New York).
Monroe est une ville du comté d'Orange dans l'État de New York.
La population était de 21 387 habitants au recensement de 2020, contre 39 912 au recensement de 2010 ; la baisse  de la population recensée est due à la sécession de la ville de Palm Tree en 2019. La ville porte le nom du président James Monroe.

## Géographie
Selon le Bureau du recensement des États-Unis, la ville a une superficie totale de 55,1 km2, dont 52,0 km2 de terre et 3,1 km2 (5,55%) d'eau.
La ville est située dans la région sud du comté, bordée au nord-ouest par la ville de Chester, au nord par la ville de Blooming Grove, au nord-est par la ville de Palm Tree, à l'est par la ville de Woodbury, au sud par la ville de Tuxedo, et au sud-ouest par la ville de Warwick.
L'I-86, combinée avec l'autoroute américaine 6 NY-17M, traverse le village de Monroe.